# Adam Szpoton
Adam Szpoton (ur. 17 stycznia 1936 w Grążowicach, Sławnie lub Piotrkowie, zm. 3 października 1992) – polski działacz partyjny i państwowy, były I sekretarz KP PZPR w Busku, w latach 1975–1977 wicewojewoda tarnobrzeski.

## Życiorys
Syn Mariana i Marianny. Z wykształcenia ekonomista. W 1958 wstąpił do Polskiej Zjednoczonej Partii Robotniczej. Do 1975 był I sekretarzem Komitetu Powiatowego PZPR w Busku. Od 1975 do 1981 pozostawał sekretarzem i członkiem egzekutywy Komitetu Wojewódzkiego PZPR w Tarnobrzegu. Od czerwca 1975 do marca 1977 pełnił funkcję wicewojewody tarnobrzeskiego. Po odejściu z władz wojewódzkich partii został zatrudniony w Zarządzie Kontroli Finansowej i Dochodów Państwa w Kielcach.